# Трилистник
 Тази статия е за село Трилистник.  За езерото в Рила вижте Трилистника.  
Трилистник е село в Южна България. То се намира в община Марица, област Пловдив.

## География
Село Трилистник е разположено в Тракийската низина на 15 км североизточно от град Пловдив, по поречието на река Стряма в близост до магистрала Тракия. Площта на селото е 1183,9 ха.

## История
Селището е създадено около 1890 г. под името Трифил. До Освобождението е било населено само с турци, обитаващи около 30 сламени къщурки, оградени с плетища, разположени на десния бряг на река Стряма, с простираща се наоколо 9000 дка. земя, по-голямата част от която гори, останалото – тучни ливади с детелина, които дават името на селото /на турски трифил – детелина/. Обширните пасища позволяват основният поминък на турското население да бъде отглеждането на добитък за сметка на слабо застъпеното земеделие. След избухването на Руско-турската война през 1878 г. заедно с изтеглящите се турски войски побягнало и турското население. Възползвайки се от ситуацията, хората от съседните села присвоили земите и пасищата.
Първият жител на селото бил Никола Бенев, родом от Копривщица. След него се заселват семейства от селата Ръжево Конаре, Паничери, Бенковски. Селото се разраствало, благодарение на семействата, изкупили имоти на безценица от изселващите се турци. Първите къщи били кирпичени или от дървени плетове, измазани с кал, или покрити със слама, а улиците – тесни и кални. Първоначално населението наброявало 120 – 150 души, чийто основен поминък бил земеделие и животновъдство. Център на селото било мястото, на което се издигала джамията, превърната в кметство през 1890 г., след заселване на български семейства.
През 1934 г. селото е преименувано на Трилистник, като новото му българско име подобно на старото турско отново е свързано с детелините и трите им листа.
Църквата „Света Параскева“ – построена от заселниците през 1902 г., е съборена от земетресенията през 1928 г. На мястото на старата църква със средства на жителите през 1929 г.е построена по-малка църква, която служи за храм и до днес.
Първото българско училище в село Трилистник е построено в двора на турската джамия с учител Д. Караманов от Дълго поле.
През 1902 г. е преместено в къщата на изселилия се в град Пловдив Никола Бенев. През 1928 г. е построено съществуващото и до днес училище – „Отец Паисий“.
Местното читалище „Светлина“ – първоначално помещаващо се в училището, е основано на 19 януари 1928 г. от група младежи, ръководени от учителя Цвятко Кафтанджиев. Настоящата сграда е построена през 1961 г., а читалището е преименувано на „Йордан Колев“ на името на младеж от селото, загинал в местността „Стефанов камък“ край Върбен през Втората световна война.
Населението на село Трилистник до Балканската и Междусъюзническата войни, а и след тях, е бедно. Техническият прогрес в Пловдив дава тласък на развитието му. През 1934 г. започва електрификация на селото. Населението се включва в съпротивителното движение през Втората световна война, давайки две жертви – Йордан Колев и Иван Ненов. В годините между 1951 и 1956 се създава ТКЗС-то, в което влизат волно или неволно всички домакинства в селото. Със събраните средства е продължено благоустрояването. Построена е нова лечебница, започнат е ремонт на улиците и застрояването на нови частни жилища, променен е обликът на селото. През периода от 1980 г. до 1988 г. са асфалтирани улиците, оформен е центърът, издигнат е паметник на загиналите двама партизани. През последните години са построени: околовръстен път, свързващ селото и околните села с автомагистрала „Тракия“, нов мост над река Стряма, канализация и система за пречистване на отпадните води.

## Население
Численост на населението според преброяванията през годините:
| \| Година на преброяване \| Численост \| \| --------------------- \| --------- \| \| 1934 \| 778 \| \| 1946 \| 940 \| \| 1956 \| 1017 \| \| 1965 \| 943 \| \| 1975 \| 908 \| \| 1985 \| 875 \| \| 1992 \| 750 \| \| 2001 \| 852 \| \| 2011 \| 865 \| \| 2021 \| 883 \| |           |
| Година на преброяване | Численост |
| 1934 | 778       |
| 1946 | 940       |
| 1956 | 1017      |
| 1965 | 943       |
| 1975 | 908       |
| 1985 | 875       |
| 1992 | 750       |
| 2001 | 852       |
| 2011 | 865       |
| 2021 | 883       |

### Етнически състав
Преброяване на населението през 2011 г.
Численост и дял на етническите групи според преброяването на населението през 2011 г.:
|                     | Численост | Дял (в %) |
| Общо                | 865       | 100.00    |
| Българи             | 621       | 71.79     |
| Турци               |           |           |
| Цигани              | 143       | 16.53     |
| Други               |           |           |
| Не се самоопределят | 46        | 5.31      |
| Неотговорили        | 8         | 0.92      |

## Културни и природни забележителности
Сградата на училището е продадена и разрушена през 2022 година. Паметник, посветен на загиналите партизани Йордан Колев и Иван Ненов.
Природна забележителност в Трилистнишкото землище е Държавната дивечовъдна станция „Чекерица“, както и поречието на река Стряма, която минава североизточно от селото.

## Редовни събития
В село Трилистник всяка година се организира традиционен събор, последната събота на месец август.

## Личности
Бележити личности на селото са загиналите в Балканската, Междусъюзническата, Първата и Втората световна война, между които: Марко Пристав, Тодор Чикенски, Богдан Богданов, Петко Нейчев, Стоян Джебов, Делко Кръшков, Рангел Кузев, Апостол Костадинов, Асен Угренов, Делко Янчев, Петко Джавгърски, Христос Чипилски, Иван Вичев, Петко Кочанков, Нено Кочанков, Димитър Кочанков.